# Hister abbreviatus
Hister abbreviatus är en skalbaggsart som beskrevs av Fabricius 1775. Hister abbreviatus ingår i släktet Hister och familjen stumpbaggar. Inga underarter finns listade i Catalogue of Life.